# ワーシト県
ワーシト県（ワーシトけん、アラビア語：محافظة واسط, Muḥāfaẓat Wāsiṭ, ムハーファザト・ワースィト）は、イラクの県。県都はクート。

## 名称
地名は街の建設前、元々葦が広がる一帯だったために وَاسِط القَصَب（wāsiṭ al-qaṣab, ワースィト・アル＝カサブ, 「葦のただ中」といった意味）と呼ばれていたことが由来だとも、クーファとバスラの「真ん中」にあることからつけられた地名が由来だとも言われている。
日本語カタカナ化の慣例により「シ」が当てられているが原語では واسط（Wāsiṭ, ワースィト）という発音であるためワースィトとの表記も混在している。

## 地理
東にイランとの国境を持つ。チグリス川に沿って、バグダードとペルシア湾の「中央」に位置する。
隣接する県は、北にディヤーラー県、東南にマイサーン県、南にジーカール県、南西にカーディーシーヤ県、西にバービル県の5つ。
ガッラーフ川（アラビア語: نهر الغراف, nahr al-Gharrāf, ナフル・アル＝ガッラーフ）を擁す。

## 歴史
- クートの戦い

## 産業
同県ではアハダブ油田（Ahdeb Oil Field）が有名。